# Llista de directors de cinema

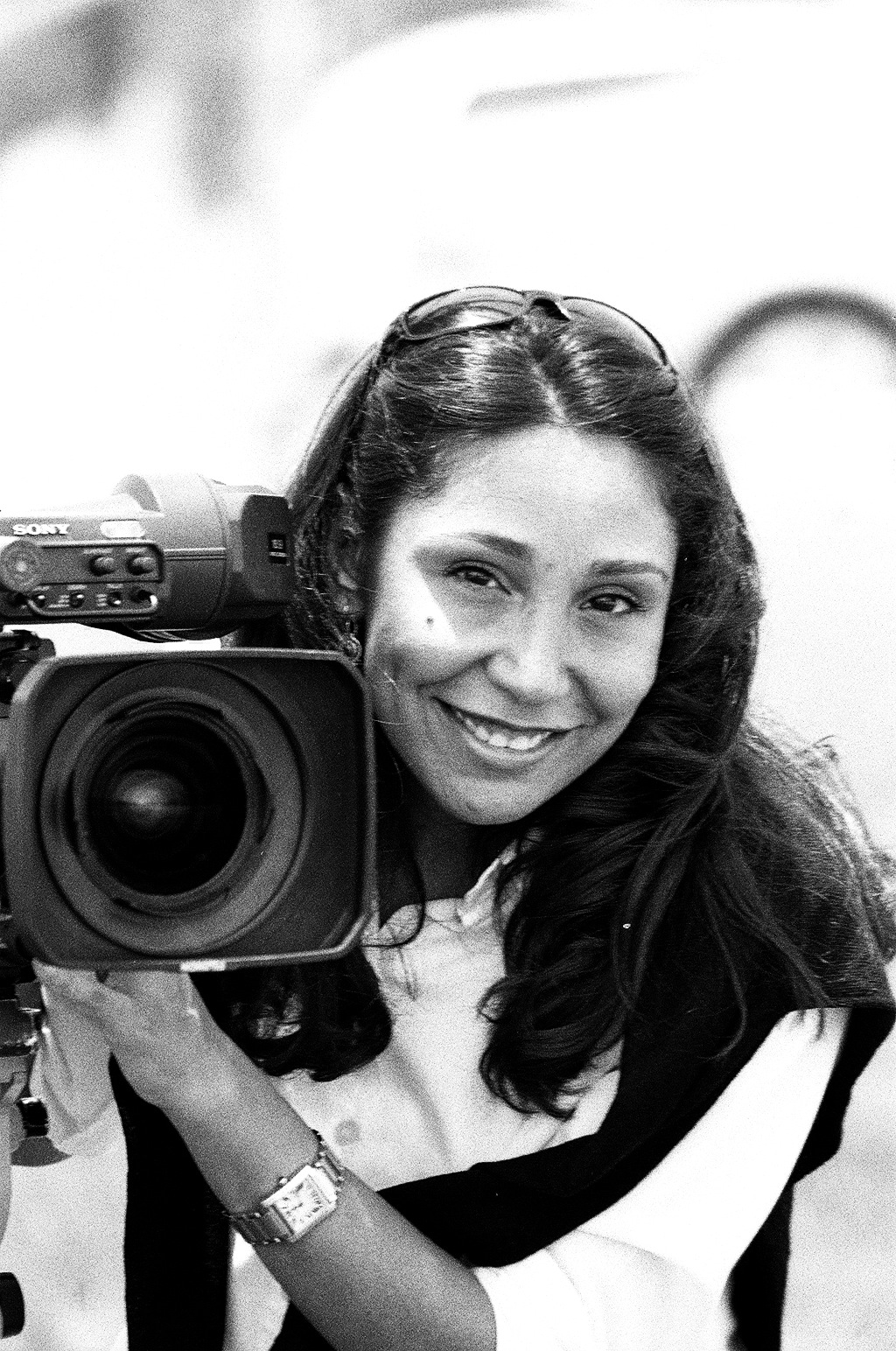
Directora de cinema

| Accés directe a l'índex alfabètic de la categoria                              |
| ------------------------------------------------------------------------------ |
| Torna al principi·0-9·A·B·C·D·E·F·G·H· I ·J·K·L·M·N·O·P·Q·R·S·T·U·V·W·X·Y·Z·Fi |

## A
- Jim Abrahams
- Abiola Abrams
- J. J. Abrams
- Tengiz Abuladze
- Andrew Adamson
- Herbert Achternbusch
- Percy Adlon
- Alejandro Agresti
- Alexandre Aja
- Chantal Akerman
- Fatih Akin
- Moustapha Akkad
- Timothy Albee
- Robert Aldrich
- Tomás Gutiérrez Alea
- Marc Allégret
- Yves Allégret
- Irwin Allen
- Lewis Allen
- Woody Allen
- Sherman Alexie
- Pedro Almodóvar
- Robert Altman
- Gianni Amelio
- Alejandro Amenábar
- Lindsay Anderson
- Mitch Anderson
- Paul Thomas Anderson
- Roy Andersson
- Wes Anderson
- Kostas Andritsos
- Theo Angelópulos
- Kenneth Anger
- Jean-Jacques Annaud
- Threes Anna
- Hideaki Anno
- Arnold Antonin
- Juan Antonio Bayona
- Michelangelo Antonioni
- Judd Apatow
- Michael Apted
- Alfonso Arau
- Denys Arcand
- Jane Arden
- Asia Argento
- Dario Argento
- Gillian Armstrong
- Andrea Arnold
- Jack Arnold
- Darren Aronofsky
- Fernando Arrabal
- Miguel Arteta
- Dorothy Arzner
- Hal Ashby
- Anthony Asquith
- Carlos Atanes
- Richard Attenborough
- Jacques Audiard
- Bille August
- Claude Autant-Lara
- Roger Avary
- Pupi Avati
- Tex Avery
- John G. Avildsen
- Nabil Ayouch

## B
- Hector Babenco
- Lloyd Bacon
- John Badham
- Bae Yong-Kyun
- King Baggot
- Roy Ward Baker
- Mohammad Bakri
- Ralph Bakshi
- Aleksei Balabànov
- Carroll Ballard
- Clive Barker
- Tom Barman
- Boris Barnet
- Matthew Barney
- Mario Bava
- Michael Bay
- Kidist Bayelegne
- Warren Beatty
- Jacques Becker
- Wolfgang Becker
- Jean-Jacques Beineix
- Marco Bellocchio
- Maria Luisa Bemberg
- László Benedek
- Shyam Benegal
- Roberto Benigni
- Robert Benton
- Bruce Beresford
- Ingmar Bergman
- Busby Berkeley
- Luis Garcia Berlanga
- Ishmael Bernal
- Curtis Bernhardt
- Claude Berri
- Bernardo Bertolucci
- Luc Besson
- Frank Beyer
- Susanne Bier
- Fabián Bielinsky
- Kathryn Bigelow
- Brad Bird
- Alice Guy-Blaché
- Nicola Black
- Alessandro Blasetti
- Bertrand Blier
- Don Bluth
- Budd Boetticher
- Peter Bogdanovich
- Richard Boleslawski
- Mauro Bolognini
- Fyodor Bondartxuk
- Serguei Bondartxuk
- Bong Joon-ho
- Jan De Bont
- John Boorman
- Walerian Borowczyk
- Frank Borzage
- John and Roy Boulting
- Danny Boyle
- Stan Brakhage
- Kenneth Branagh
- Catherine Breillat
- Robert Bresson
- Vinko Brešan
- Martin Brest
- Lino Brocka
- Peter Brook
- Albert Brooks
- James L. Brooks
- Mel Brooks
- Richard Brooks
- Nick Broomfield
- James Broughton
- Clarence Brown
- Tod Browning
- Detlev Buck
- Jan Bucquoy
- Andrew Bujalski
- Luis Buñuel
- Charles Burnett
- Edward Burns
- Tim Burton
- Jörg Buttgereit

## C
- Jeff Celentano
- Enrique Carreras
- Michael Cacoyannis
- Israel Adrián Caetano
- James Cameron
- Donald Cammell
- Juan José Campanella
- Martin Campbell
- Jane Campion
- Michael Cacoyannis
- František Čáp
- Frank Capra
- Leos Carax
- Marcel Carné
- Niki Caro
- John Carpenter
- D.J. Caruso
- John Cassavetes
- Nick Cassavetes
- William Castle
- André Cayatte
- Nuri Bilge Ceylan
- Claude Chabrol
- Youssef Chahine
- Jackie Chan
- Charlie Chaplin
- Kaige Chen
- Abigail Child
- Samson Chiu
- Yash Chopra
- Chor Yuen
- Stephen Chow
- Benjamin Christensen
- Christian-Jaque
- Grigori Chukhrai
- Peter Chung
- Věra Chytilová
- Michael Cimino
- Souleymane Cissé
- René Clair
- Bob Clark
- Larry Clark
- Jack Clayton
- René Clément
- George Clooney
- Henri-Georges Clouzot
- Enrico Cocozza
- Jean Cocteau
- Coen Brothers
- Larry Cohen
- Keri Collins
- Mary Collins
- Chris Columbus
- Luigi Comencini
- Bill Condon
- Bruce Conner
- Jack Conway
- Merian C. Cooper
- Francis Ford Coppola
- Sofia Coppola
- Roger Corman
- Alain Corneau
- Don Coscarelli
- George Pan Cosmatos
- Pedro Costa
- Costa-Gavras
- Kevin Costner
- Alex Cox
- Paul Cox
- Wes Craven
- Charles Crichton
- Michael Crichton
- John Cromwell
- David Cronenberg
- Alan Crosland
- Cameron Crowe
- Alfonso Cuarón
- George Cukor
- Sean S. Cunningham
- Richard Curtis
- Michael Curtiz

## D
- Joe D'Amato
- John Dahl
- Frank Daniel
- Joe Dante
- Frank Darabont
- Jules Dassin
- Byambasuren Davaa
- Delmer Daves
- Alki David
- Terence Davies
- Andrew Davis
- Tamra Davis
- Jonathan Dayton
- Philippe de Broca
- Rolf de Heer
- Alex De La Iglesia
- Jean Delannoy
- Roy Del Ruth
- Guillermo Del Toro
- Cecil B. DeMille
- Jonathan Demme
- Ted Demme
- Jacques Demy
- Claire Denis
- Ruggero Deodato
- Brian De Palma
- Maya Deren
- Scott Derrickson
- Giuseppe de Santis
- Vittorio De Sica
- Danny DeVito
- Michel Deville
- Carlos Diegues
- Walt Disney
- William Dieterle
- Djibril Diop Mambety
- Edward Dmytryk
- Jacques Doillon
- Andrew Dominik
- Roger Donaldson
- Stanley Donen
- Richard Donner
- Mark Donskoi
- Nelson Pereira dos Santos
- Aleksandr Dovzhenko
- Polly Draper
- Carl Theodor Dreyer
- Troy Duffy
- Dennis Dugan
- Bruno Dumont
- Ewald André Dupont
- Marguerite Duras
- Richard Dutcher
- Guru Dutt
- Julien Duvivier
- Igor Dymkov
- Allan Dwan

## E
- Clint Eastwood
- Uli Edel
- Blake Edwards
- Atom Egoyan
- Sergei Eisenstein
- Richard Elfman
- Stephan Elliott
- Maurice Elvey
- Roland Emmerich
- Cy Endfield
- Robert Enrico
- Nora Ephron
- Jean Epstein
- Victor Erice
- Jean Eustache
- Marc Evans
- Chris Eyre
- Richard Eyre

## F
- Peter Faiman
- Farrelly brothers
- John Farrow
- Rainer Werner Fassbinder
- Fei Mu
- Federico Fellini
- Emilio Fernandez
- Abel Ferrara
- Marco Ferreri
- Louis Feuillade
- Jacques Feyder
- Todd Field
- Mike Figgis
- David Fincher
- Terence Fisher
- Robert J. Flaherty
- Richard Fleischer
- Victor Fleming
- Benedek Fliegauf
- John Ford
- Miloš Forman
- Willi Forst
- Marc Forster
- Bill Forsyth
- Bob Fosse
- Eytan Fox
- Coleman Francis
- Jesús Franco
- Georges Franju
- John Frankenheimer
- Sidney Franklin
- Stephen Frears
- Mark Freiburger
- Ron Fricke
- Fridrik Thor Fridriksson
- Lionel Friedberg
- William Friedkin
- Su Friedrich
- Kinji Fukasaku
- Lucio Fulci
- Sam Fuller
- Antoine Fuqua

## G
- Leonid Gaidai
- Harry Gamboa, Jr.
- Abel Gance
- Carla Garapedian
- Tay Garnett
- Philippe Garrel
- William Garwood
- Louis J. Gasnier
- Tony Gatlif
- Nils Gaup
- Jean Genet
- Alexei German
- Pietro Germi
- Clyde Geronimi
- Subhash Ghai
- Ritwik Ghatak
- Bahman Ghobadi
- Mel Gibson
- Lewis Gilbert
- Terry Gilliam
- Pavel Giroud
- Amos Gitai
- Jonathan Glazer
- Theo van Gogh
- Jean-Luc Godard
- Menahem Golan
- Bobcat Goldthwait
- Michel Gondry
- Alejandro González Iñárritu
- Adoor Gopalakrishnan
- Stuart Gordon
- Hideo Gosha
- Edmund Goulding
- F. Gary Gray
- David Gordon Green
- Peter Greenaway
- Paul Greengrass
- John Grierson
- Jean Gremillon
- John Greyson
- D. W. Griffith
- Murray Grigor
- Val Guest
- John Guillermin
- Sacha Guitry
- Yilmaz Güney
- Hrafn Gunnlaugsson
- Alice Guy Blaché

## H
- Taylor Hackford
- Tala Hadid
- Lucile Hadzihalilovic
- Piers Haggard
- Lasse Hallström
- Bent Hamer
- Michael Haneke
- Curtis Hanson
- Geir Hansteen Jörgensen
- Renny Harlin
- Jack Harris
- Mary Harron
- Hal Hartley
- Herk Harvey
- Henry Hathaway
- Howard Hawks
- Salma Hayek
- David Hayman
- Todd Haynes
- Brian Helgeland
- Monte Hellman
- Frank Henenlotter
- Jim Henson
- Perry Henzell
- Werner Herzog
- Jared Hess
- Jerusha Hess
- Scott Hicks
- Jack Hill
- George Roy Hill
- Walter Hill
- Arthur Hiller
- Art Hindle
- Ryuichi Hiroki
- Alfred Hitchcock
- Ho Ping
- Mike Hodges
- Michael Hoffman
- Jack Hofsiss
- Savage Steve Holland
- Agnieszka Holland
- Seth Holt
- Tobe Hooper
- Stephen Hopkins
- Dennis Hopper
- Hsiao-Hsien Hou
- Ron Howard
- L. Ron Hubbard
- Howard Hughes
- John Hughes
- Danièle Huillet
- John Huston
- Brian G. Hutton
- Peter Hyams
- Nicholas Hytner

## I
- Kon Ichikawa
- Im Kwon-Taek
- Shôhei Imamura
- Hiroshi Inagaki
- Rex Ingram
- Juzo Itami
- Joris Ivens
- James Ivory

## J
- Peter Jackson
- Sarah Jacobson
- Henry Jaglom
- Steve James
- Miklós Jancsó
- Jim Jarmusch
- Jang Jun-hwan
- Derek Jarman
- Jia Zhangke
- Jiang Wen
- Humphrey Jennings
- Risto Jarva
- Patty Jenkins
- Norman Jewison
- Jean-Pierre Jeunet
- Jia Zhangke
- Jaromil Jireš
- Phil Joanou
- Alejandro Jodorowsky
- Clark Johnson
- Joe Johnston
- Terry Jones
- Chuck Jones
- Spike Jonze
- Bong Joon-ho
- Neil Jordan
- Jon Jost
- Mike Judge
- Miranda July

## K
- Karel Kachyňa
- Kamal
- Zacharias Kunuk
- Raj Kapoor
- Shekhar Kapur
- Pekka Karjalainen
- Roman Karmen
- Lawrence Kasdan
- Mithaq Kazimi
- Ras Kassa
- Mathieu Kassovitz
- Aaron Katz
- Lloyd Kaufman
- Philip Kaufman
- Aki Kaurismäki
- Mika Kaurismäki
- Helmut Käutner
- Jerzy Kawalerowicz
- Tony Kaye
- Elia Kazan
- Buster Keaton
- Gene Kelly
- Richard Kelly
- James Kerwin
- William Kennedy Dickson
- Abbas Kiarostami
- Krzysztof Kieślowski
- Kim Ki-duk
- Max W. Kimmich
- Henry King
- Stephen King
- Teinosuke Kinugasa
- Ryuhei Kitamura
- Takeshi Kitano
- Elem Klímov
- Satoshi Kon
- Alexander Korda
- Zoltan Korda
- Hirokazu Koreeda
- Harmony Korine
- Baltasar Kormákur
- Henry Koster
- Jan Kounen
- Stanley Kramer
- Stanley Kubrick
- George Kuchar
- Roger Kumble
- Akira Kurosawa
- Kiyoshi Kurosawa
- Emir Kusturica
- Stanley Kwan

## L
- Nadine Labaki
- Neil LaBute
- Ringo Lam
- John Landis
- Fritz Lang
- Walter Lang
- Rémi Lange
- Claude Lanzmann
- Janez Lapajne
- David Lean
- Patrice Leconte
- Ang Lee
- Spike Lee
- Mike Leigh
- Danny Leiner
- Michael Lehmann
- Claude Lelouch
- Umberto Lenzi
- Sergio Leone
- Robert Lepage
- Mervyn LeRoy
- Richard Lester
- Barry Levinson
- Jerry Lewis
- Li Tie
- Li Yang
- Doug Liman
- Max Linder
- Willy Lindwer
- Richard Linklater
- Frank Lloyd
- Ken Loach
- Ulli Lommel
- Robert Longo
- Del Lord
- Lou Ye
- Ernst Lubitsch
- George Lucas
- Baz Luhrmann
- Sidney Lumet
- Leopold Lummerstorfer
- Ida Lupino
- Rod Lurie
- David Lynch
- Jennifer Lynch
- Liam Lynch
- Adrian Lyne
- Jonathan Lynn

## M
- Kevin Macdonald
- Gustav Machaty
- Alexander Mackendrick
- David Mackenzie
- Gillies MacKinnon
- Guy Maddin
- Dušan Makavejev
- Mohsen Makhmalbaf
- William Malone
- Bam Margera
- Károly Makk
- Louis Malle
- Terrence Malick
- David Maloney
- Manakis brothers
- Milcho Manchevski
- Luis Mandoki
- Joseph Leo Mankiewicz
- Sandeep Marwah
- Anthony Mann
- Daniel Mann
- Delbert Mann
- Michael Mann
- Sophie Marceau
- José Mojica Marins
- Chris Marker
- Laïla Marrakchi
- Frank Marshall
- Garry Marshall
- George Marshall
- Neil Marshall
- Penny Marshall
- Marco Martins
- Nico Mastorakis
- Yasuzo Masumura
- Sean Mathias
- Leo McCarey
- Paul McGuigan
- John McKay
- Lucky McKee
- Norman McLaren
- John McNaughton
- John McTiernan
- Shane Meadows
- Sam Mendes
- Chris Menges
- Jiří Menzel
- Deepa Mehta
- Dariush Mehrjui
- Fernando Meirelles
- Georges Méliès
- Saul Metzstein
- Russ Meyer
- Leah Meyerhoff
- Oscar Micheaux
- Roger Michell
- Takashi Miike
- Nikita Mikhalkov
- Lewis Milestone
- John Milius
- Frank Miller
- George Miller
- Kara Miller
- Vincente Minnelli
- Anthony Minghella
- John Cameron Mitchell
- Noël Mitrani
- Hayao Miyazaki
- Kenji Mizoguchi
- Cesar Montano
- Lukas Moodysson
- Alexander Moore
- Michael Moore
- Robert Moore
- Jacobo Morales
- Nanni Moretti
- Anders Morgenthaler
- Errol Morris
- Greg Mottola
- Allan Moyle
- Russell Mulcahy
- Robert Mulligan
- Geoff Murphy
- Ryan Murphy
- F. W. Murnau
- Daniel Myrick

## N
- Amir Naderi
- Mira Nair
- Hideo Nakata
- Mikio Naruse
- Vincenzo Natali
- Gregory Nava
- Laura Neri
- Mike Newell
- Lionel Ngakane
- Fred Niblo
- Andrew Niccol
- Mike Nichols
- Jack Nicholson
- Rob Nilsson
- Marcus Nispel
- Gaspar Noé
- Christopher Nolan
- Syed Noor
- Matt Norman
- Jehane Noujaim
- Phillip Noyce
- Bruno Nuytten

## O
- Kingsley Ogoro
- Izu Ojukwu
- Kihachi Okamoto
- Sidney Olcott
- Manoel de Oliveira
- Gunnar Olsson
- Max Ophüls
- Mamoru Oshi
- Nagisa Oshima
- Richard Oswald
- Katsuhiro Otomo
- Idrissa Ouedraogo
- Cheick Oumar Sissoko
- Frank Oz
- François Ozon
- Yasujiro Ozu

## P
- Georg Wilhelm Pabst
- P. Padmarajan
- Alan J. Pakula
- György Pálfi
- Chan-wook Park
- Sergei Parajanov
- Alan Parker
- Trey Parker
- Dean Parisot
- Reza Parsa
- Gabriel Pascal
- Goran Paskaljevic
- Pier Paolo Pasolini
- Ivan Passer
- Anand Patwardhan
- Alexander Payne
- Raoul Peck
- Sam Peckinpah
- Arthur Penn
- Sean Penn
- Ivan Perestiani
- Lester James Peries
- Léonce Perret
- Wolfgang Petersen
- Elio Petri
- Daniel Petrie
- Maurice Pialat
- Lucian Pintilie
- Puttanna Kanagal
- Roman Polanski
- Sydney Pollack
- Kay Pollak
- Ted Post
- Michael Powell
- Sally Potter
- Rosa von Praunheim
- Otto Preminger
- Emeric Pressburger
- Sarah Price
- Alex Proyas
- Vsevolod Pudovkin

## Q
- Brothers Quay
- Richard Quine

## R
- Michael Radford
- Bob Rafelson
- Sam Raimi
- Yvonne Rainer
- Harold Ramis
- Mani Ratnam
- Brett Ratner
- Nicholas Ray
- Satyajit Ray
- Rick Ray
- Eric Red
- Robert Redford
- Carol Reed
- Matt Reeves
- Nicolas Winding Refn
- Godfrey Reggio
- Carl Reiner
- Rob Reiner
- Karel Reisz
- Jean Renoir
- Alain Resnais
- Ivan Reitman
- Jason Reitman
- Carlos Reygadas
- John Rich
- Tony Richardson
- Hans Richter
- W. D. Richter
- Leni Riefenstahl
- Arturo Ripstein
- Guy Ritchie
- Martin Ritt
- Jacques Rivette
- Saeed Rizvi
- Jay Roach
- Alain Robbe-Grillet
- Jerome Robbins
- Tim Robbins
- Bruce Robinson
- Phil Alden Robinson
- Mark Robson
- Glauber Rocha
- João Pedro Rodrigues
- Robert Rodriguez
- John Roecker
- Nicolas Roeg
- Éric Rohmer
- George A. Romero
- Mikhail Romm
- Bernard Rose
- Stuart Rosenberg
- Rick Rosenthal
- Herbert Ross
- Robert Rossen
- Roberto Rossellini
- Eli Roth
- Patricia Rozema
- Pavel Ruminov
- David O. Russell
- Ken Russell
- Zbigniew Rybczyński
- Mark Rydell

## S
- Bob Saget
- Walter Salles
- Shakti Samanta
- Richard C. Sarafian
- Claude Sautet
- Geoffrey Sax
- John Sayles
- John Scagliotti
- Ettore Scola
- Martin Scorsese
- Leigh Scott
- Ridley Scott
- Tony Scott
- Franklin Schaffner
- Frank Scheffer
- Fred Schepisi
- Kyle Schickner
- Thomas Schlamme
- John Schlesinger
- Volker Schlöndorff
- Julian Schnabel
- Renen Schorr
- Barbet Schroeder
- Werner Schroeter
- Joel Schumacher
- George Seaton
- Henry Selick
- Selvaraghavan
- Ousmane Sembene
- Mrinal Sen
- Mack Sennett
- Tom Shadyac
- Jim Sharman
- William Shatner
- Ron Shelton
- Larissa Xepitko
- Jim Sheridan
- Gary Sherman
- Cate Shortland
- M. Night Shyamalan
- Daryush Shokof
- George Sidney
- Don Siegel
- Yves Simoneau
- Bryan Singer
- Manmohan Singh
- Tarsem Singh
- John Singleton
- Robert Siodmak
- Douglas Sirk
- Victor Sjöström
- Jerzy Skolimowski
- Yannis Smaragdis
- Harry Smith
- Kevin Smith
- Adam Smoluk
- Michael Snow
- Zack Snyder
- Michele Soavi
- Steven Soderbergh
- Todd Solondz
- Stephen Sommers
- Barry Sonnenfeld
- Shion Sono
- Aleksandr Sokúrov
- Penelope Spheeris
- Steven Spielberg
- Alejandro Springall
- John M. Stahl
- Sylvester Stallone
- Ladislas Starevich
- Josef von Sternberg
- George Stevens
- Robert Stevenson
- Mauritz Stiller
- Whit Stillman
- Oliver Stone
- Jean-Marie Straub
- Barbra Streisand
- Erich von Stroheim
- John Sturges
- Preston Sturges
- Jan Švankmajer
- Sun Yu
- István Szabó
- Arne Sucksdorff
- Seijun Suzuki
- Jan Švankmajer
- Hans-Jürgen Syberberg
- Khady Sylla
- István Szabó

## T
- Rachel Talalay
- Lee Tamahori
- Alain Tanner
- Danis Tanovic
- Andrei Tarkovsky
- Quentin Tarantino
- Bela Tarr
- Frank Tashlin
- Jacques Tati
- Norman Taurog
- Bertrand Tavernier
- Lewis Teague
- André Téchiné
- Julien Temple
- Suzie Templeton
- Andy Tennant
- J. Lee Thompson
- Richard Thorpe
- Tian Zhuangzhuang
- George Tillman, Jr.
- Johnnie To
- James Toback
- Giuseppe Tornatore
- André de Toth
- Jacques Tourneur
- Maurice Tourneur
- David Trainer
- Pablo Trapero
- Scott Treleaven
- Lars von Trier
- Jan Troell
- Margarethe von Trotta
- François Truffaut
- Ming-liang Tsai
- Tsui Hark
- Shinya Tsukamoto
- Jon Turteltaub
- Tom Tykwer

## U
- Edgar G. Ulmer
- Ron Underwood
- Kinka Usher
- Peter Ustinov

## V
- Roger Vadim
- Luis Valdez
- Mike van Diem
- Erik Van Looy
- Melvin Van Peebles
- Gus Van Sant
- Agnès Varda
- Ram Gopal Varma
- Gore Verbinski
- Paul Verhoeven
- Dziga Vertov
- Charles Vidor
- King Vidor
- Robert G. Vignola
- Jean Vigo
- Thomas Vinterberg
- Luchino Visconti
- František Vláčil
- Jurgen Vsych

## W
- Wachowski brothers
- Michael Wadleigh
- Wai Ka-Fai
- Andrzej Wajda
- Randall Wallace
- Raoul Walsh
- James Wan
- Wan brothers
- Sam Wanamaker
- Wang Xiaoshuai
- Wang Quan'an
- Vincent Ward
- Andy Warhol
- Denzel Washington
- John Waters
- Peter Watkins
- Apichatpong Weerasethakul
- Peter Weir
- Chris Weitz
- Paul Weitz
- Orson Welles
- Wim Wenders
- Lina Wertmueller
- James Whale
- Bo Widerberg
- Michael Winterbottom
- Billy Wilder
- Adim Williams
- Richard Williams
- William Witney
- Henry Winkler
- Simon Wincer
- Michael Winner
- David Winning
- Michael Winterbottom
- Robert Wise
- Frederick Wiseman
- Len Wiseman
- Doris Wishman
- Kar-wai Wong
- John Woo
- Edward D. Wood, Jr.
- Sam Wood
- Edgar Wright
- William Wyler

## X
- Xie Jin

## Y
- Boaz Yakin
- Edward Yang
- Ruby Yang
- David Yates
- Peter Yates
- Yaky Yosha
- Yamada Youji
- Sun Yu
- Yuen Woo-ping
- Brian Yuzna

## Z
- Krzysztof Zanussi
- Franco Zeffirelli
- Robert Zemeckis
- Zhang Yang
- Zhang Yimou
- Zhang Yuan
- Zheng Junli
- Maheen Zia
- Howard Zieff
- Zelimir Zilnik
- Fred Zinnemann
- Rob Zombie
- Erick Zonca
- Zucker brothers
- Andrzej Żuławski
- Edward Zwick
- Terry Zwigoff